# Bürgerschule Weimar

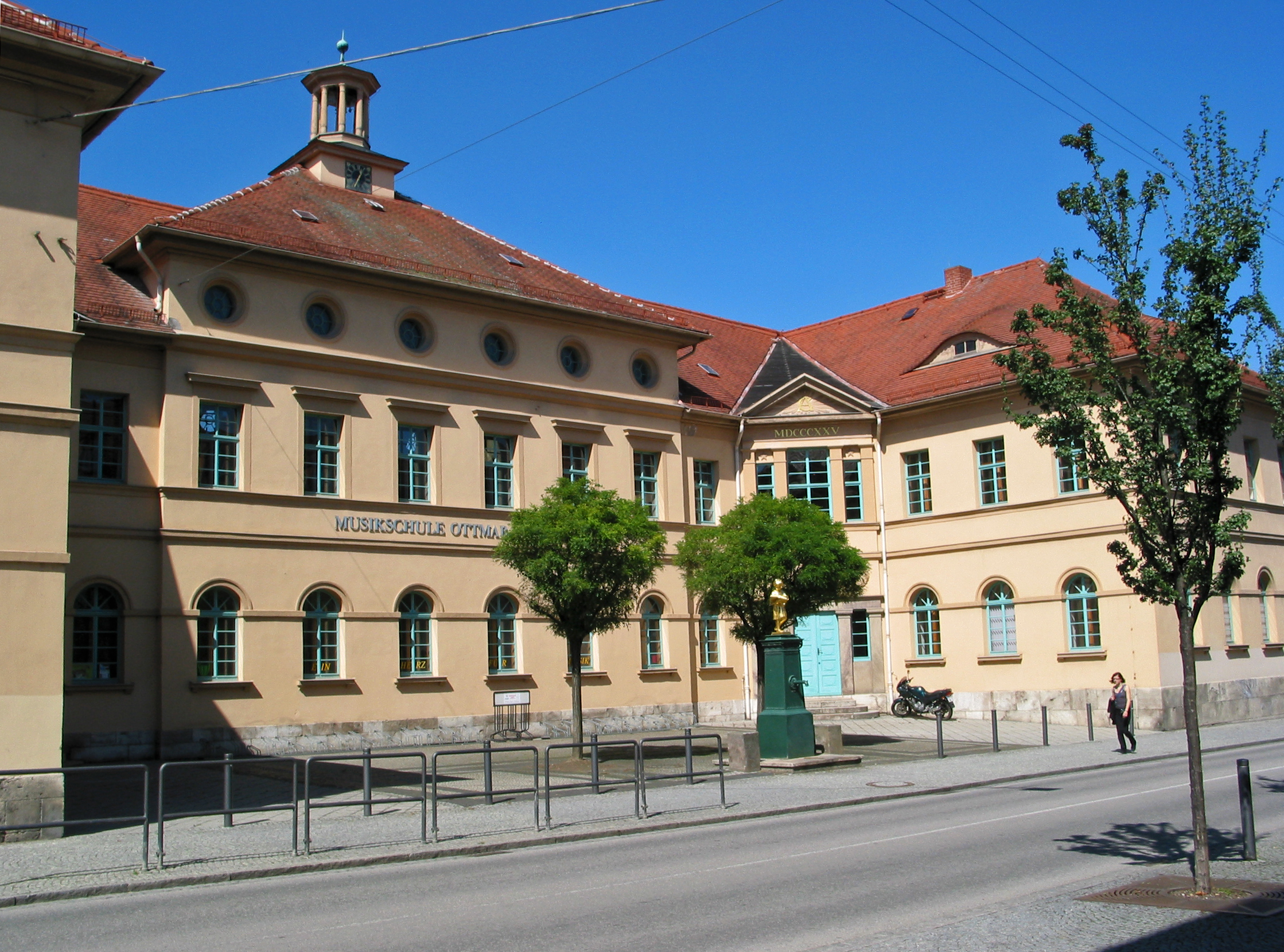
Hauptansicht

Die Bürgerschule Weimar an der nordwestlichen Ecke des Goetheplatzes/Schwanseestraße und mit dem Eingang an der Karl-Liebknecht-Straße war der erste städtische Volksschulbau der Stadt Weimar und entstand vor allem auf Initiative Johann Wolfgang von Goethes. Sie war damals die modernste Schule Weimars und trug entscheidend zur Verbesserung des Volksschulwesens bei. Heute ist hier die Städtische Musikschule „Johann Nepomuk Hummel“  untergebracht. Dahinter beginnt der Weimarhallenpark.

## Geschichte

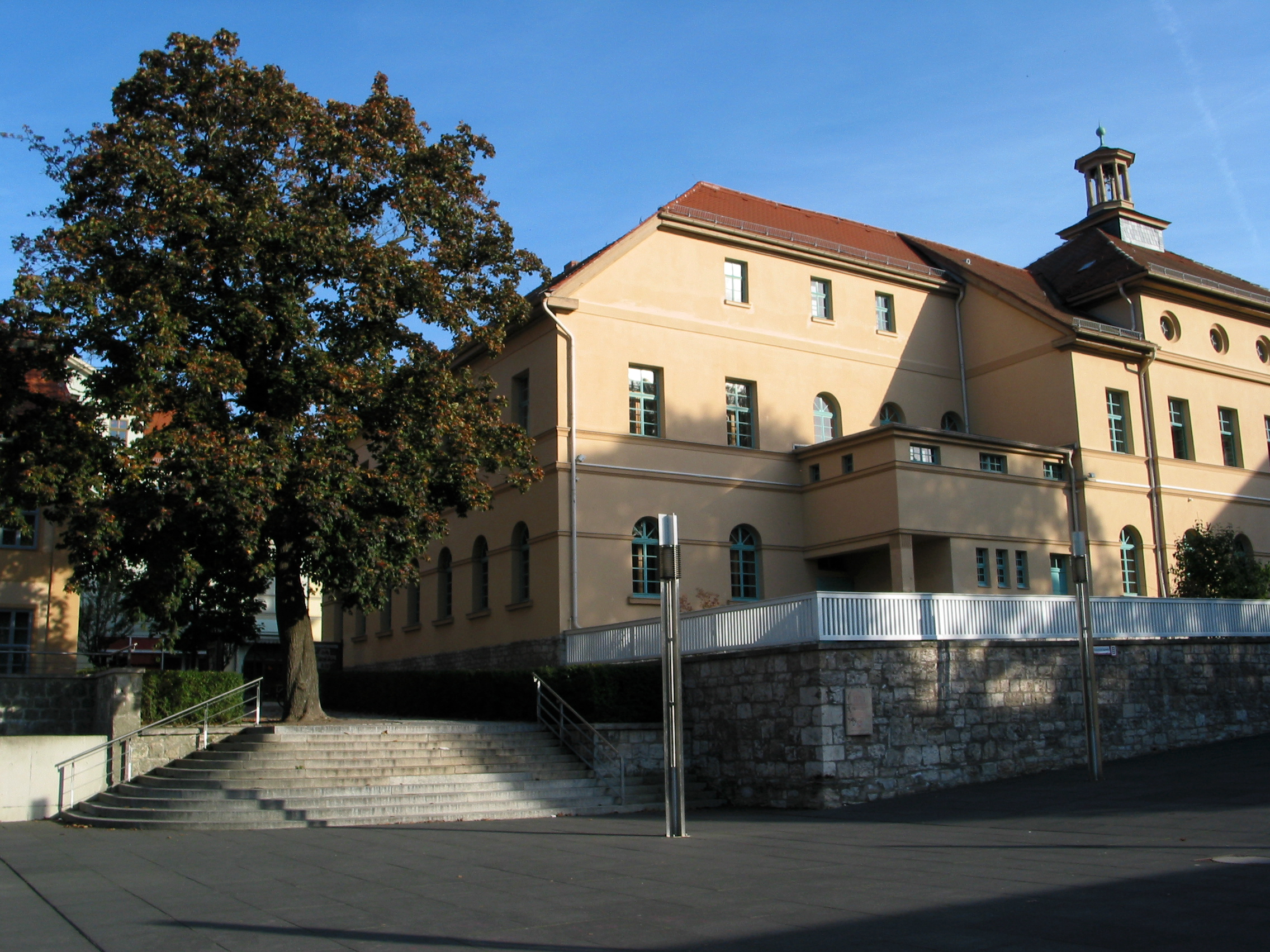
Rückwärtige Ansicht vom UNESCO-Platz

Die feierliche Grundsteinlegung der Bürgerschule Weimar erfolgte am 17. November 1822 durch den Herzog Carl August und mit Reden von Theologie-Doktor Johann Friedrich Röhr und dem damaligen Oberbaudirektor Clemens Wenzeslaus Coudray. Letzterer hatte das gelbfarbene, dreiflügelige Bauwerk im klassizistischen Stil entworfen. Goethe nahm großes Interesse an dem Bau der Weimarer Bürgerschule und beriet Coudray bei der Bauplanerstellung. Die Bürgerschule sollte sowohl ihrer äußeren Erscheinung als auch inneren Einrichtung wegen anderen neu zu begründeten Anstalten dieser Art als Beispiel dienen.
Zum 50-jährigen Regierungsjubiläum Carl Augusts im Jahre 1825, zu dem sämtliche Bauten mit Girlanden geschmückt waren, fand nach dreijähriger Bauzeit die feierliche Eröffnung der Bürgerschule statt. Bis dahin hatte das Weimarer Schulwesen stark unter Raumnot gelitten. Wie sehr Goethe froh war, dass dieses Gebäude nun der Öffentlichkeit diente, zeigt sein Brief an Herzog Carl August vom 20. Juli 1826, in dem er schreibt:
„Das Gebäude bewirkt schon selbst Cultur, wenn man es von außen ansieht und hineintritt. Die rohsten Kinder, die solche Treppen auf- und abgehen, durch solche Vorräume durchlaufen, in solchen heiteren Sälen Unterricht empfangen, sind schon auf der Stelle aller düstern Dummheit entrückt und sie können einer heitern Thätigkeit ungehindert entgegen gehen.“ Ihr erster Direktor  wurde Ernst Ludwig Schweitzer.
In der U-förmigen Anlage wurden 600 Kinder in freundlich eingerichteten Klassenräumen nach Geschlechtern getrennt unterrichtet. Der Unterricht fand in den Seitenflügeln statt. Links war der Eingang für die Knaben, rechts der für die Mädchen. Im Mittelteil befand sich die große Aula.

## Bürgerschulbrunnen

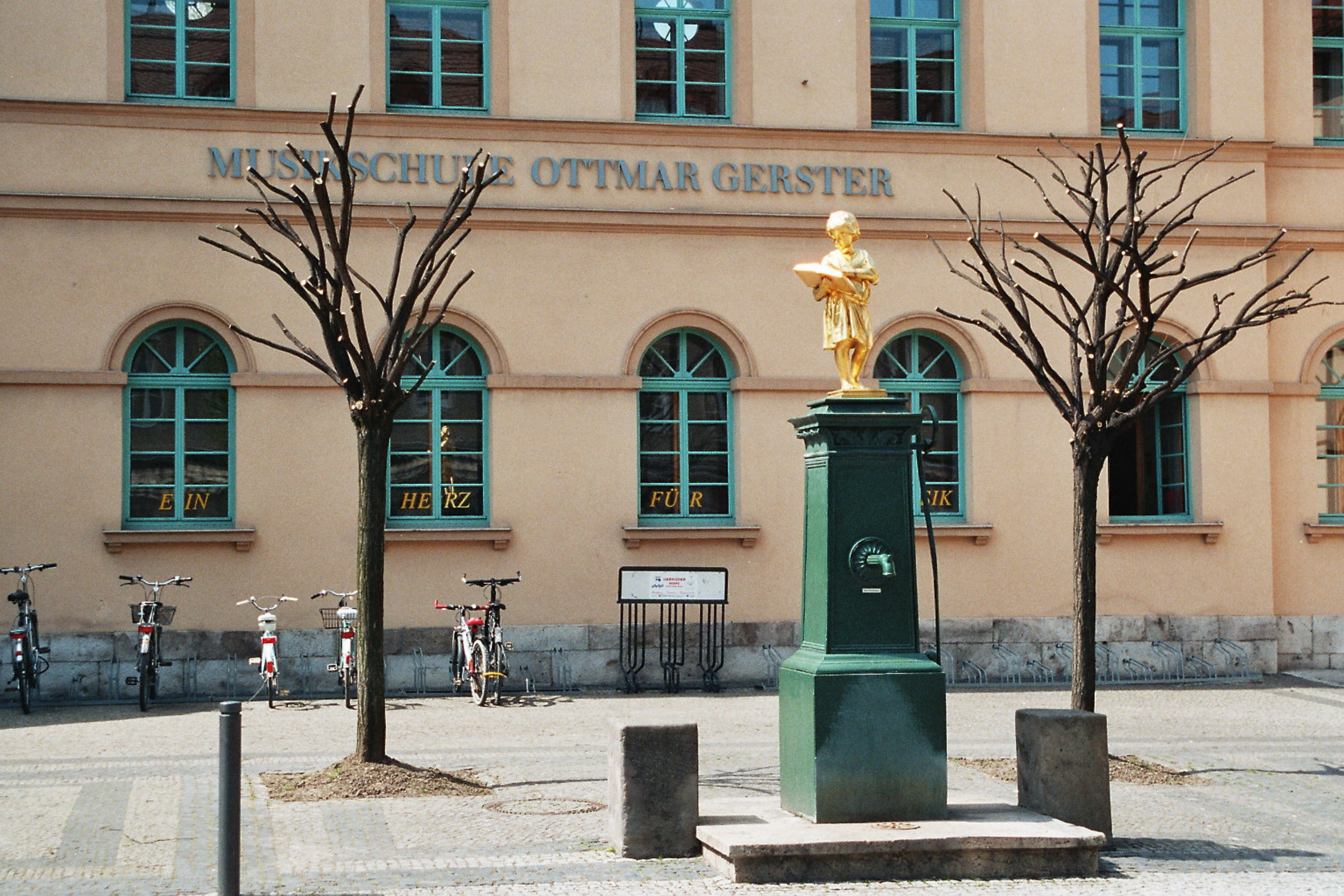
Bürgerschulbrunnen

Auf dem Platz vor der Bürgerschule wurde im Jahre 1858 ein spätklassizistischer gusseiserner Pumpbrunnen mit der vergoldeten Figur eines lesenden Knaben aufgestellt (Knabe mit Evangelium). Der sogenannte „Bürgerschulbrunnen“ entstand nach dem Entwurf des Bauinspektors Carl Georg Kirchner und wurde von der Erfurter Firma Hagans gegossen. Die ursprüngliche Knaben-Zinkgussfigur wurde nach Beschädigung und Restaurierung des Brunnens 1987 durch einen vergoldeten Nachguss in Aluminiumlegierung ersetzt. Der Pumpbrunnen ist bis heute funktionsfähig und erhält sein Wasser aus den Rabenquellen.

## Musikschule „Ottmar Gerster“
Die Musikschule wurde 1966 gegründet, erhielt den Namen „Ottmar Gerster“ und gewährleistet seitdem eine qualifizierte musikalische Ausbildung von Kindern, Jugendlichen und Erwachsenen der Stadt Weimar und des Landkreises. Über moderne Unterrichtsmethoden können hier verschiedenste Musikinstrumente, Gesang, Theorie, Rhythmik und Tanz erlernt werden. Neben einer individuellen Förderung in Einzel- oder Gruppenunterricht werden auch Ensemblekurse angeboten. Öffentliche Auftritte von Orchester, Big-Band und Ensembles der unterschiedlichsten Zusammensetzungen bereichern die Ausbildung. Nach vier Jahren ist eine vertiefte Ausbildung möglich.
Die 214 m2 große Aula mit seitlichen Emporen wurde 1998 komplett restauriert. Sie kann unter dem Namen „Coudraysaal“ für Konzertveranstaltungen, Empfänge, Kongresse, Seminar- und Vortragsveranstaltungen oder auch festliche Menüs angemietet werden.
Zum 50-jährigen Jubiläum der Musikschule am 11. Juni 2016 wurde der Name in „Musikschule Johann Nepomuk Hummel“ geändert.